# Negreni (okręg Teleorman)
Negreni – wieś w Rumunii, w okręgu Teleorman, w gminie Tătărăștii de Jos. W 2011 roku liczyła 480 mieszkańców.